# Keo, Arkansas
Keo là một thị trấn thuộc quận Lonoke, tiểu bang Arkansas, Hoa Kỳ. Năm 2010, dân số của thị trấn này là 256 người.

## Dân số
- Dân số năm 2000: 235 người.
- Dân số năm 2010: 256 người.